# Poecilimon neglectus
Poecilimon neglectus är en insektsart som beskrevs av Willy Adolf Theodor Ramme 1931. Poecilimon neglectus ingår i släktet Poecilimon och familjen vårtbitare. Inga underarter finns listade i Catalogue of Life.